# 베인 (DC 코믹스)

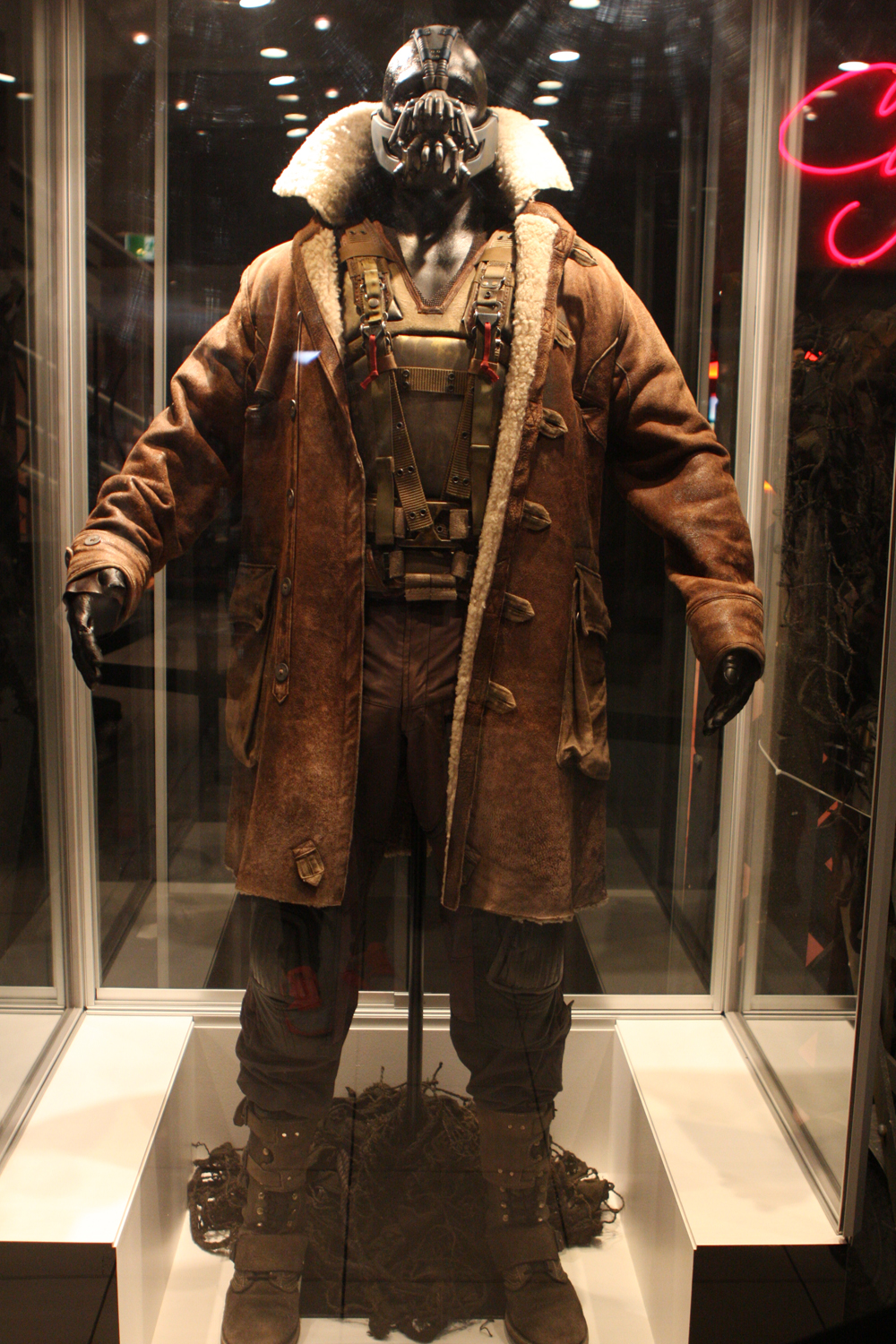

베인(Bane)은 DC 코믹스의 슈퍼빌런 캐릭터로, 배트맨의 악당이다. 약물을 복용한 거구의 레슬러이다. 배트맨 영화판인 《배트맨과 로빈》에서는 로버트 스웬슨이, 《다크 나이트 라이즈》에서는 톰 하디가 맡았다.

## 담당 배우

### TV 드라마
- 배트맨(1966) - 프랭크 고신(1시즌과 3시즌), 존 애스틴(2시즌)
- 고담(2014) - 코리 마이클 스미스

### 영화
- 배트맨과 로빈(1997) - 로버트 스웬슨
- 다크 나이트 라이즈(2012) - 톰 하디

## 담당 성우

### TV 애니메이션
- 배트맨(1992) - 헨리 실바
- 더 배트맨(2004) - 조아킹 드 알메이다, 론 펄먼, 클랜시 브라운
- 배트맨 더 브레이브(2008) - 마이클 돈
- 영 저스티스(2010) - 대니 트레호

### 장편 애니메이션
- 배트맨: 배트우먼의 수수께끼(2003) - 엑토르 엘리손도
- 저스티스 리그: 둠(2012) - 카를로스 알라스라키
- 배트맨 언리미티드(2016) - 카를로스 알라스라키
- 레고 DC 코믹스 슈퍼 히어로즈: 저스티스 리그 - 고담시티 대탈출(2016) - 에릭 바우자
- 레고 배트맨 무비(2017) - 더그 벤슨

### 비디오 게임
- 레고 배트맨(2008) - 톰 케니
  - 레고 배트맨 2: DC 슈퍼히어로즈(2012) - 롭 폴슨
  - 레고 배트맨 3: 비욘드 고담(2014) - 로저 크레이그 스미스
- 배트맨: 아캄 어사일럼(2009) - 월리 윙거트
  - 배트맨: 아캄 시티(2011) - 월리 윙거트
  - 배트맨: 아캄 오리진(2013) - 월리 윙거트
  - 배트맨: 아캄 나이트(2016) - 월리 윙거트
- DC 유니버스 온라인(2011) - 섀넌 매코믹
- 영 저스티스: 레거시(2013) - 제이슨 스피색